# 大帕拉迪索國家公園

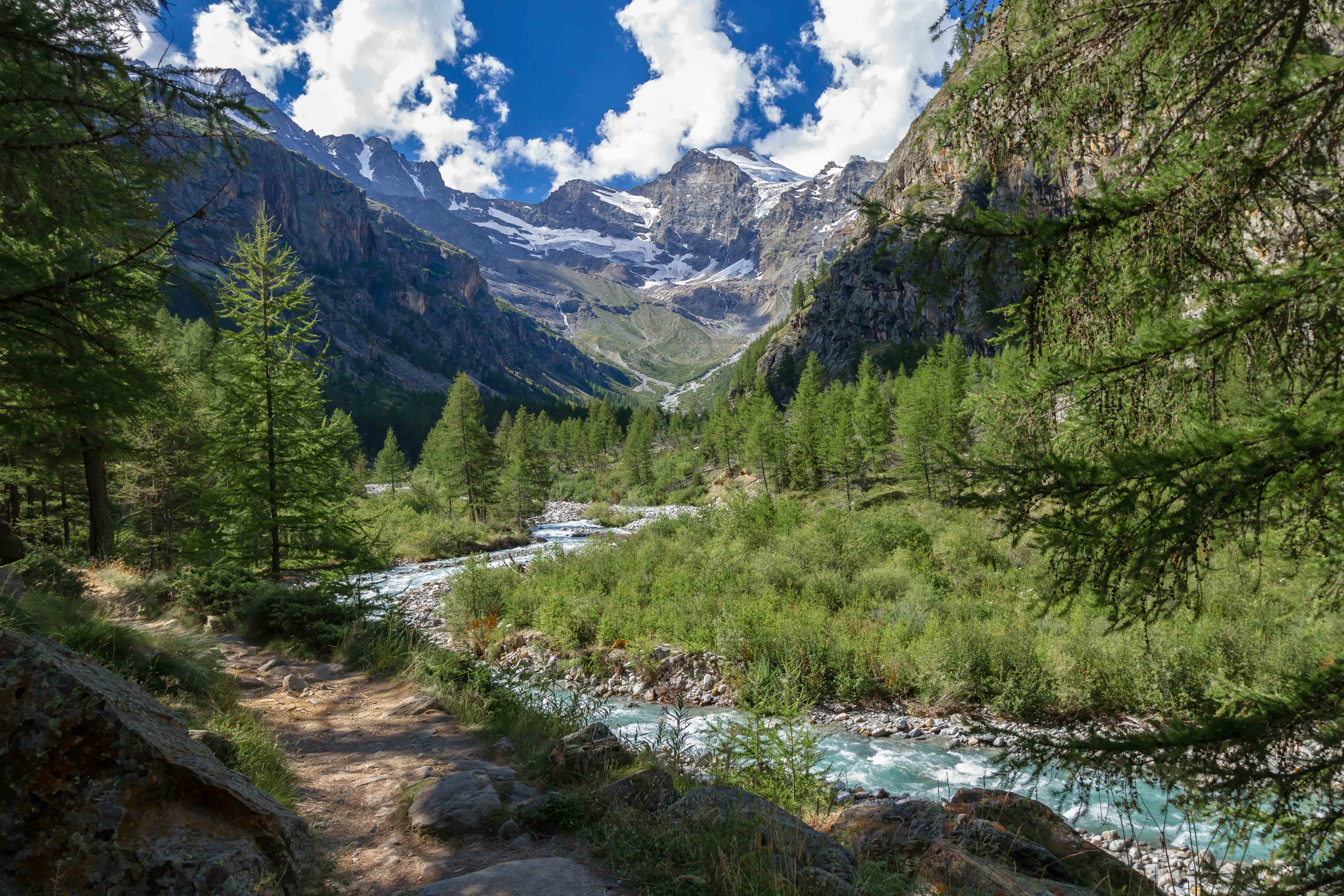

大帕拉迪索國家公園 是義大利的一處國家公園，位於格拉耶山，瓦萊達奧斯塔大區和皮埃蒙特大區之間。國家公園的名系來自於大帕拉迪索山。公園最初的設立目地是保護羚羊，但現在也保護其他生物。

## 外部連結
- Gran Paradiso National Park Official Website（页面存档备份，存于）
- Pages by the Park Authority on Parks.it（页面存档备份，存于）